# Nghĩa Hải Hào Tình
《Nghĩa hải hào tình》(tên tiếng Hoa: 巾幗梟雄之義海豪情, tên tiếng Anh: No Regrets) là bộ phim chính kịch Hồng Kông lấy bối cảnh ở Quảng Châu những năm dân quốc 1930, do đài TVB sản xuất với sự chỉ đạo của giám chế Lý Thiêm Thắng, ra mắt lần đầu tiên vào năm 2010. Bộ phim được xem như phần tiếp theo của《Xứng danh tài nữ》với sự tham gia của hầu hết các diễn viên từ phần trước: Đặng Tụy Văn, Lê Diệu Tường, Nhạc Hoa,Tạ Tuyết Tâm, Huệ Anh Hồng, Ngao Gia Niên, Hồ Định Hân và Mạch Trường Thanh. Từ lúc công bố clip sales ở Liên hoan phim truyền hình Hong Kong lần thứ 14,《Nghĩa hải hào tình》đã được quảng bá là phim Khánh đài của TVB năm 2010, là một trong các dự án trọng điểm của nhà đài và đã trở thành bộ phim ăn khách nhất nhì của năm đó, đạt kỷ lục peaking rating 47 điểm (tỷ lệ 99%) vào đêm đại kết cục.

## Tóm tắt nội dung
Bộ phim bắt đầu ở một giai đoạn hỗn loạn và đầy biến động...
Quảng Châu vào thập niên 1930, tình hình chính trị bất ổn định, xã hội rối loạn, hắc đạo hoành hành và các hoạt động ngầm phát triển mạnh mẽ. Trước tình trạng các hoạt động kinh doanh thuốc phiện ngày càng sinh nhiều lợi nhuận, chính phủ đương thời đã quyết định thành lập ''Cấm Yên Cục'', bề ngoài như chống buôn bán mặt hàng này, nhưng thực chất chính họ là kẻ tiếp tay đắc lực cho chất bộ trắng.
Trịnh Cửu Muội (do Đặng Tuỵ Văn đóng), cô con gái lớn của tên trùm bán á phiện Trịnh Lãng Quân (do Nhạc Hoa đóng) đột nhiên trở về từ Thượng Hải để tiếp quản việc kinh doanh của gia đình. Cửu Muội là một con người suy nghĩ thận trọng và hành sự vô cùng tàn nhẫn, độc ác.
Cảnh sát trưởng Lưu Tỉnh (do Lê Diệu Tường đóng) là người đã dành hết cuộc đời mình để tạo nên cuộc sống ổn định, tốt đẹp cho gia đình, nhất là cô em gái bị bệnh của anh, Lưu Tình (do Trần Pháp Lai đóng). Lưu Tỉnh bề ngoài nóng tính nhưng thật chất là một người rất trọng tình trọng nghĩa; anh xém chút mất mạng vì đã ra sức bảo vệ tên cấp dưới nhút nhát của mình là Đường Cát (do Ngao Gia Niên đóng).
Như định mệnh, Cửu Muội và Lưu Tỉnh gặp nhau và cùng trải qua những thời khắc vô cùng nguy hiểm. Cả hai ban đầu như kẻ thù truyền kiếp không ngừng đối đầu với nhau. Tuy nhiên, thời gian trôi qua, chính những lần chạm trán, xung đột đã vô tình tạo nên một mối quan hệ tình cảm lạ kì giữa hai người. Cho đến khi quân Nhật chiếm đóng Quảng Châu, Cửu Muội bị người người cô của mình Trịnh Lãng Hỷ (do Tạ Tuyết Tâm đóng) hãm hại. Lưu Tỉnh và Cửu Muội nương tựa vào nhau, cùng nhau vượt qua những tháng ngày đen tối nhất đầy khó khăn của cuộc đời. Trải qua nhiều năm lưu lạc sau khi cuộc nội chiến nổ ra, những người hàng xóm ở Trư Lung Lý cuối cùng có được ngày hội ngộ. Cửu Muội tìm gặp lại được mọi người và Lưu Tỉnh, biết được nhiều năm qua anh vẫn không ngừng tìm cơ hội gặp lại cô. Mối tình tri kỷ giữa họ được tiếp diễn, cả hai đi hết quãng đường đời còn lại cùng nhau trong hạnh phúc.

## Diễn viên

### Nhà họ Trịnh
| Diễn viên                         | Vai diễn                                          | Miêu tả |
| --------------------------------- | ------------------------------------------------- | --- |
| Nhạc Hoa 岳 华                    | Trịnh Lãng Quân 鄭朗軍                            | Quân Gia Lãnh đạo bang phái, ông chủ của công ty Đông Thái Anh của Trịnh Lãng Hùng và Trịnh Lãng Hỉ Cha của Trịnh Cửu Muội và Trịnh Thiếu Kiệt Cha của Trịnh Thiếu Khang nhưng thật ra là cậu hai Chồng của Mã Lệ Hoa, sau này đã khuyên cô tái hôn với người khác Anh rể của Thái Đại Phụng Con rể của Mai Lan Hương Tập 20 bị Hắc Mộc Long Thịnh tát Tập 30 biết được Trịnh Thiếu Khang là con ruột của Trịnh Lãng Hỉ, sau đó sinh bệnh đến bại liệt Tập 31 vì bị Trịnh Thiếu Khang chọc tức nên đã bắn hắn bốn phát liên tiếp Tập 32 (năm 1949) trên đường chạy nạn cùng Lưu Tỉnh và Đường Cát đã dính phải đạn lạc mà chết |
| Quách Phong 郭 峰                 | Trịnh Lãng Hùng 鄭朗熊                            | Chú ba Một trong Tứ hổ tướng của Đông Thái Em trai của Trịnh Lãng Quân Anh trai của Trịnh Lãng Hỉ Chú ba của Trịnh Cửu Muội và Trịnh Thiếu Kiệt Chú ba của Trịnh Thiếu Khang nhưng thật ra là cậu ba Tập 28 từ Thượng Hải về Quảng Châu, sau đó phát hiện ra Trịnh Thiếu Khang là con trai của Trịnh Lãng Hỉ Tập 32 cùng Trịnh Cửu Muội và Chu Thiết qua Mỹ, không xuất hiện nữa |
| Tạ Tuyết Tâm 谢雪心               | Trịnh Lãng Hỉ 郑朗喜                              | Chị Hỉ Một trong Tứ hổ tướng của Đông Thái Quản lý sòng bạc ở Quảng Châu Em gái của Trịnh Lãng Quân và Trịnh Lãng Hùng Cô tư của Trịnh Thiếu Khang nhưng thật ra là mẹ ruột Cô tư của Trịnh Cửu Muôi và Trịnh Thiếu Kiệt Kẻ thù của Trịnh Cửu Muội, sau này đã hòa giải Luôn nhắm vào Trịnh Cửu Muội, năm lần bảy lượt bày mưu dồn Cửu Muội vào chỗ chết Tập 30 đã bị Trịnh Lãng Quân đuổi ra khỏi nhà Trong tập 31, sau khi chứng kiến Trịnh Thiếu Khang bị Trịnh Lãng Quân bắn chết, bà đã phát điên |
| Khâu Chỉ Dung 丘芷蓉 (lúc nhỏ)    | Trịnh Cửu Muội 郑九妹                             | Cô Cửu Chị đại xã hội đen, nữ thái tử của công ty Đông Thái Con gái của Trịnh Lãng Quân Cháu gái và là kẻ thù của Trịnh Lãng Hỉ, sau này đã hòa giải Cháu gái của Trịnh Lãng Hùng Cháu kế và là kẻ thù của Thái Đại Phụng Chị gái cùng cha khác mẹ và là kẻ thù của Trịnh Thiếu Khang, trên thực tế lại là chị em họ Chị gái cùng cha khác mẹ và đối đầu với Trịnh Thiếu Kiệt Từ kẻ thù thành bạn bè của Lưu Tỉnh, sau đó là sinh tử chi giao, cuối cùng trở thành vợ sau của anh Chị dâu của Lưu Tình Em nuôi của Mai Lan Hương Được Mai Lan Hương nhờ cậy chăm sóc cho Mã Lệ Hoa, sau này lại trở thành con chồng và là kẻ thù của Mã Lệ Hoa Kẻ thù của Lương Phi Phàm, Hướng Sơn Thiết Dã và Hắc Mộc Long Thịnh Tập 18 bị ném trứng vào người Tập 20 đã giết Hắc Mộc Long Thịnh Tập 25 bị Hướng Sơn Thiết Dã bắt vào trại tập trung và mắc bệnh sốt rét Tập 26 được Lưu Tỉnh cứu (xuất hiện trong đoạn hồi tưởng ở tập 1 năm 1984), trở về nhà họ Trịnh trong tập 27 Tập 28 phát hiện ra Trịnh Thiếu Khang là con trai của Trịnh Lãng Hỉ Tập 32 (năm 1949), cô sang Mỹ sống nhưng đã mất liên lạc với Lưu Tỉnh Cũng tập 32 (năm 1979), cô trở về đại lục và gặp lại Lưu Tỉnh ở Trư Lung Lý, sau đó chuyển đến Hương Cảng sống cùng anh và họ đã dành thời gian còn lại bên nhau Qua đời ở Hương Cảng trong tập 1 / tập 32 (năm 1994) |
| Đặng Tụy Văn 邓萃雯               | Trịnh Cửu Muội 郑九妹                             | Cô Cửu Chị đại xã hội đen, nữ thái tử của công ty Đông Thái Con gái của Trịnh Lãng Quân Cháu gái và là kẻ thù của Trịnh Lãng Hỉ, sau này đã hòa giải Cháu gái của Trịnh Lãng Hùng Cháu kế và là kẻ thù của Thái Đại Phụng Chị gái cùng cha khác mẹ và là kẻ thù của Trịnh Thiếu Khang, trên thực tế lại là chị em họ Chị gái cùng cha khác mẹ và đối đầu với Trịnh Thiếu Kiệt Từ kẻ thù thành bạn bè của Lưu Tỉnh, sau đó là sinh tử chi giao, cuối cùng trở thành vợ sau của anh Chị dâu của Lưu Tình Em nuôi của Mai Lan Hương Được Mai Lan Hương nhờ cậy chăm sóc cho Mã Lệ Hoa, sau này lại trở thành con chồng và là kẻ thù của Mã Lệ Hoa Kẻ thù của Lương Phi Phàm, Hướng Sơn Thiết Dã và Hắc Mộc Long Thịnh Tập 18 bị ném trứng vào người Tập 20 đã giết Hắc Mộc Long Thịnh Tập 25 bị Hướng Sơn Thiết Dã bắt vào trại tập trung và mắc bệnh sốt rét Tập 26 được Lưu Tỉnh cứu (xuất hiện trong đoạn hồi tưởng ở tập 1 năm 1984), trở về nhà họ Trịnh trong tập 27 Tập 28 phát hiện ra Trịnh Thiếu Khang là con trai của Trịnh Lãng Hỉ Tập 32 (năm 1949), cô sang Mỹ sống nhưng đã mất liên lạc với Lưu Tỉnh Cũng tập 32 (năm 1979), cô trở về đại lục và gặp lại Lưu Tỉnh ở Trư Lung Lý, sau đó chuyển đến Hương Cảng sống cùng anh và họ đã dành thời gian còn lại bên nhau Qua đời ở Hương Cảng trong tập 1 / tập 32 (năm 1994) |
| Huỳnh Trí Hiền 黄智贤             | Trịnh Thiếu Khang / Lý Thiếu Khang 郑少康／李少康 | Khang Thiếu Cậu chủ của Đông Thái Con trai của Trịnh Lãng Quân nhưng thật ra là cháu trai Con trai của Lý Kim Long và Trịnh Lãng Hỉ Cháu trai của Thái Đại Phụng nhưng thật ra không có quan hệ huyết thống Em trai cùng cha khác mẹ và là kẻ thù của Trịnh Cửu Muội, trên thực tế lại là em họ Anh trai của Trịnh Thiếu Kiệt nhưng thật ra là anh em họ Con chồng của Mã Lệ Hoa nhưng thật ra là cháu chồng Trong một lần cự cãi với bọn lính Nhật đã bị thương ở chân Tập 30 đã bị Trịnh Lãng Quân đuổi ra khỏi nhà Tập 31 bị Trịnh Lãng Quân bắn liền bốn phát mà chết |
| Trương Tùng Chi 张松枝            | Trịnh Thiếu Kiệt 郑少杰                           | Cậu Kiệt Cậu chủ của Đông Thái Con trai út của Trịnh Lãng Quân Em trai cùng cha khác mẹ của Trịnh Cửu Muội Em trai của Trịnh Thiếu Khang nhưng thật ra là em họ Cháu trai của Trịnh Lãng Hùng và Trịnh Lãng Hỉ Con chồng của Mã Lệ Hoa Cháu trai của Thái Đại Phụng Cưỡng bức vợ của Thái Hưng Bị Thái Hưng bắn ở tập 2 và chết ở tập 3 |
| Lâm Kiện Đồng 林健童 (lúc nhỏ)    | Mã Lệ Hoa 馬麗華                                  | Sinh viên, y tá Con gái của Mai Lan Hương Được Trịnh Cửu Muội chăm sóc, sau đó lại trở thành mẹ kế và đối đầu với Trịnh Cửu Muội Mẹ kế của Trịnh Thiếu Kiệt Mẹ kế của Trịnh Thiếu Khang nhưng thật ra là mợ kế Là hộ lý riêng của Trịnh Lãng Quân, sau đó là con gái nuôi và cuối cùng trở thành người vợ thứ ba của ông Tập 16 hại Lưu Tình suýt nữa bị quân Nhật bắt đi Tập 32 qua lời kể của Trịnh Cửu Muội thì sau khi cô sang Mỹ sống, cô đã tái giá với người lai căn, không còn xuất hiện nữa |
| Hồ Định Hân 胡定欣 (trưởng thành) | Mã Lệ Hoa 馬麗華                                  | Sinh viên, y tá Con gái của Mai Lan Hương Được Trịnh Cửu Muội chăm sóc, sau đó lại trở thành mẹ kế và đối đầu với Trịnh Cửu Muội Mẹ kế của Trịnh Thiếu Kiệt Mẹ kế của Trịnh Thiếu Khang nhưng thật ra là mợ kế Là hộ lý riêng của Trịnh Lãng Quân, sau đó là con gái nuôi và cuối cùng trở thành người vợ thứ ba của ông Tập 16 hại Lưu Tình suýt nữa bị quân Nhật bắt đi Tập 32 qua lời kể của Trịnh Cửu Muội thì sau khi cô sang Mỹ sống, cô đã tái giá với người lai căn, không còn xuất hiện nữa |

### Nhà họ Lưu
| Diễn viên            | Vai diễn             | Miêu tả |
| -------------------- | -------------------- | --- |
| Lê Diệu Tường 黎耀祥 | Lưu Tỉnh 刘 醒       | Anh Tỉnh Đội trưởng Đội hình sự cục sảnh sát khu Bạch Vân tỉnh Quảng Châu Phó tổng chỉ huy đội xung kích thứ bảy của đội du kích kháng nhật Hoa Nam trong thời kỳ chiến tranh Trung - Nhật Anh của Lưu Tình Chồng của Triệu Đông Ny, sau này đã ly hôn Từ kẻ thù thành bạn bè của Trịnh Cửu Muội, sau này là chồng cô Cấp trên của Đường Cát, ban đầu luôn nhắm vào và coi thường cậu, sau này trở thành anh em tốt Là bạn tốt kiêm anh vợ của Dương Dương Anh em tốt của Xa Lớn và Xa Nhỏ Cấp dưới và là kẻ thù không đội trời chung của Lương Phi Phàm, bị hắn gài bẫy sau lưng, bắt nạt và cướp hết công lao, sau này hòa giải ở tập 27 Bắt Lương Phi Phàm vào tù ở tập 9 Tập 24 (xuất hiện trong đoạn hồi tưởng ở tập 1) bị Trịnh Cửu Muội giả vờ bắn chết, sau đó được cô cứu sống và trốn khỏi Quảng Châu bằng đường thủy Tập 25 cải trang thành ông lão 60 để lẻn vào trại tập trung cứu Trịnh Cửu Muội và các tù binh khác Tập 26 giết chết thiếu tá Cung Kỳ và giải cứu được các tù nhân trong trại tập trung Tập 27, để trả thù cho Lương Phi Phàm và nhiều người khác, anh suýt nữa đã giết Hướng Sơn Thiết Dã, sau đó đứng ra làm chứng để Đường Cát được tha bổng Trong tập 32 (năm 1949), trên đường cùng Đường Cát đưa Trịnh Lãng Quân về quê đã bị trúng đạn lạc, không rõ tung tích và bị mất hết trí nhớ và đồng thời anh cũng mất liên lạc với Trịnh Cửu Muội Cũng trong tập 32 (năm 1979), anh gặp lại Trịnh Cửu Muội ở Trư Lung Lý, sau đó chuyển đến Hương Cảng sống cùng cô và họ đã dành thời gian còn lại bên nhau Qua đời trên đỉnh núi Phi Nga ở Hương Cảng trong tập 32 (năm 1983) |
| Giang Mỹ Nghi 江美仪 | Triệu Đông Ny 赵冬妮 | Chị Tỉnh Vợ cũ của Lưu Tỉnh Chị dâu cũ của Lưu Tình Là người ham hư vinh Tập 8 vì tin lời vu khống của Lương Phi Phàm mà cãi nhau với Lưu Tỉnh Cũng trong tập 8 đã xảy ra tình một đêm với Lương Phi Phàm sau khi uống say, sau này ngoại tình với hắn Ly hôn với Lưu Tỉnh và tái hôn với Lương Phi Phàm ở tập 9 Cũng trong tập 9, biết được sự thật Lương Phi Phàm cố tình bày mưu để cắm sừng Lưu Tỉnh mà sụp đổ, cuối cùng cũng ly hôn với hắn |
| Trần Pháp Lai 陈法拉 | Lưu Tình 刘 晴       | Tình Tình Bị bệnh tim bẩm sinh Em gái của Lưu Tỉnh Bạn thân của Dương Dương, sau này là vợ của cậu Con dâu của Dương - Ngô Lệ Thiền Bị Lương Phi Phàm bắt ở tập 14 Tập 16 cắt tóc giống con trai nhưng bị Mã Lệ Hoa hãm hại mà suýt nữa đã quân Nhật bắt đi Cởi quần áo trước mặt Hướng Sơn Đạt Dã ở tập 23 Tập 26 bị Hướng Sơn Đạt Dã ép cưới Kết hôn với Dương Dương ở tập 30 Chết ở tập 31 |

### Nhà họ Dương
| Diễn viên              | Vai diễn                      | Miêu tả |
| ---------------------- | ----------------------------- | --- |
| Huệ Ánh Hồng 惠英红    | Dương - Ngô Lệ Thiền 杨吴丽婵 | Chị Thiền Cho thuê nhà ở Trư Lung Lý (bà chủ nhà) Mẹ của Dương Dương Mẹ chồng của Lưu Tình Sau khi Quân giải phóng chiếm lĩnh Quảng Châu, Trư Lung Lý bị quốc hữu hóa nên đã bị đuổi ra khỏi nhà của chính mình, chị trở và con trai mình là Dương Dương cùng Đường Cát về quê Sau khi Cách mạng Văn hóa kết thúc năm 1979, chị được trả lại quyền sở hữu Trư Lung Lý nên tìm lại được hàng xóm lúc xưa và gặp lại cả Trịnh Cửu Muội                                               |
| Huỳnh Hạo Nhiên 黄浩然 | Dương Dương 杨 阳             | Dương Dương Cảnh viên Đội hình sự cục sảnh sát khu Bạch Vân tỉnh Quảng Châu Con trai của Dương - Ngô Lệ Thiền Bạn thân và sau này là chồng của Lưu Tình Cấp dưới kiêm em rể của Lưu Tỉnh Anh em tốt của Đường Cát, Xa Lớn và Xa Nhỏ Bắn chết Hướng Sơn Đạt Dã ở tập 26 Sau khi Quảng Châu bị chiếm, cậu bị đuổi ra khỏi Trư Lung Lý và về quê sống với mẹ mình và Đường Cát Sau khi Cách mạng Văn hóa kết thúc năm 1979, cậu quay lại sống ở Trư Lung Lý và gặp lại Trịnh Cửu Muội |

### Trư Lung Lý
| Diễn viên               | Vai diễn                       | Miêu tả |
| ----------------------- | ------------------------------ | --- |
| Huệ Ánh Hồng 惠英红     | Dương - Ngô Lệ Thiền 杨吴丽婵  | Bà chủ nhà Xem thêm tại Nhà họ Dương |
| Huỳnh Hạo Nhiên 黄浩然  | Dương Dương 杨 阳              | Xem thêm tại Nhà họ Dương |
| Lê Diệu Tường 黎耀祥    | Lưu Tỉnh 刘 醒                 | Anh Tỉnh Xem thêm tại Nhà họ Lưu |
| Giang Mỹ Nghi 江美仪    | Triệu Đông Ny 赵冬妮           | Chị Tỉnh Xem thêm tại Nhà họ Lưu |
| Trần Pháp Lai 陈法拉    | Lưu Tình 刘 晴                 | Tình Tình Xem thêm tại Nhà họ Lưu |
| Ngao Gia Niên 敖嘉年    | Đường Cát 唐 吉                | Xương Sườn Cảnh viên Đội cảnh sát Cấp dưới của Lưu Tỉnh, lúc đầu bị anh ức hiếp và coi thường, sau đó trở thành anh em tốt Anh em tốt của Dương Dương, Xa Lớn và Xa Nhỏ Cháu của "bà nội Xương Sườn" Ban đầu tính cách tương đối nhát gan, sau này đã trở nên gai góc và dũng cảm hơn Bị vu oan là giết Trịnh Thiếu Kiệt trong tập 3 Tập 20 bị Hắc Mộc Long Thịnh đánh trọng thương và đã bình phục lại Tập 27 thay Lưu Tỉnh bắn chết Hướng Sơn Thiết Dã Trong tập 32 (năm 1949), bị thương do trúng đạn lạc trên đường cùng Lưu Tỉnh đưa Trịnh Lãng Quân về quê Sau khi Quảng Châu bị chiếm, cậu bị đuổi ra khỏi Trư Lung Lý và về quê sống với mẹ con Dương Dương Sau khi Cách mạng Văn hóa kết thúc năm 1979, cậu quay lại sống ở Trư Lung Lý và gặp lại Trịnh Cửu Muội |
| Lỗ Văn Kiệt 鲁文杰      | Xa Vĩnh Bình 车永平            | Xa Lớn Cảnh viên Đội cảnh sát Anh của Xa Vĩnh An Cấp dưới kiêm anh em tốt của Lưu Tỉnh Anh em tốt của Dương Dương và Xương Sườn |
| Lương Chứng Gia 梁证嘉  | Xa Vĩnh An 车永安              | Xa Nhỏ Cảnh viên Đội cảnh sát Em của Xa Vĩnh Bình Cấp dưới kiêm anh em tốt của Lưu Tỉnh Anh em tốt của Dương Dương và Xương Sườn |
| Lý Thành Xương 李成昌   | Huỳnh Văn Huy 黄文辉           | Huỳnh Lục Bác sĩ Chồng của Huỳnh - Lý Ngọc Quỳnh Là người theo chủ nghĩa dân tộc và giàu lòng yêu nước Vô cùng yêu nước, rất ghét những người làm Hán gian, định nghĩa Hán gian một cách tiêu cực và rất chấp nhất chuyện này. Thậm chí còn vì căm ghét Hán gian mà lúc nhóm của Lưu Tỉnh chấp nhận tiếp tục làm cảnh sát đã coi họ cũng như Hán gian (vì làm việc cho người Nhật Bản), cũng vì chuyện này mà từng tranh cãi gay gắt với Lưu Tỉnh và các hàng xóm khác ở Trư Lung Lý Sau khi Cách mạng Văn hóa kết thúc năm 1979, quay lại sống ở Trư Lung Lý và gặp lại Trịnh Cửu Muội |
| Diêu Doanh Doanh 姚莹莹 | Huỳnh - Lý Ngọc Quỳnh 黄李玉琼 | Chị Huỳnh Vợ của Huỳnh Văn Huy Theo lời kể của Huỳnh Văn Huy thì đã chết ở tập 32 (năm 1979) |
| Lâm Thục Mẫn 林淑敏     | Mạc Yến Bình 莫燕萍            | Lễ tân nhà hàng Bị Trịnh Thiếu Kiệt bắt đi và được Đường Cát giải cứu Hàng xóm Trư Lung Lý |
| Du Biểu 游 飚           | Đặng Triệu Tường 邓兆祥        | Tường cắt tóc Thợ cắt tóc Hàng xóm Trư Lung Lý Sau khi Cách mạng Văn hóa kết thúc năm 1979, quay lại sống ở Trư Lung Lý và gặp lại Trịnh Cửu Muội |
| Lý Cương Long 李冈龙    | Lý Tổ Đức 李祖德               | Hàng xóm Trư Lung Lý |
| Mạch Gia Luân 麦嘉伦    | Quyền đậu hũ 豆腐权            | Hàng xóm Trư Lung Lý |
| Trần Niệm Quân 陈念君   | Chị Quyền 权 嫂                | Hàng xóm Trư Lung Lý Vợ của Quyền đậu hũ Bị giết bởi một quả đạn pháo do chiến cơ của quân Nhật ném xuống |

### Sở cảnh sát
| Diễn viên                | Vai diễn                               | Miêu tả |
| ------------------------ | -------------------------------------- | --- |
| Lương Kiện Bình 梁健平   | Cục trưởng                             | Cảnh sát trưởng Cấp trên của Lương Phi Phàm |
| Đới Chí Vỹ 戴志伟        | Phó Giám đốc Cơ quan Cảnh sát Quốc gia | |
| Mạch Trường Thanh 麦长青 | Lương Phi Phàm 梁非凡                  | Anh Phi Phàm Khoa trưởng Khoa cảnh sát Hình sự Người tình của Triệu Đông Ny, sau này là chồng, cuối cùng đã ly hôn Chồng của Rose Tính cách quỷ quyệt và ích kỷ Cấp trên kiêm kẻ thù của Lưu Tỉnh, đã gài bẫy sau lưng, bắt nạt và cướp hết công lao của anh ở sở cảnh sát, còn bày mưu tính kể để cắm sừng anh, sau này hòa giải ở tập 27 Luôn nhắm vào Lưu Tỉnh, Dương Dương và các thuộc cấp khác Từng là nhân viên của Trịnh Cửu Muội, bị cô quay lưng và trở thành kẻ thù Cha của Lương Vỹ Quốc Tập 6 bị Lưu Tỉnh và các cấp dưới mắng là "phân" Tập 9 phát hiện ra bị Trịnh Cửu Muội lợi dụng (bị xui khiến phạm vào các môn quy của Đông Thái lẫn pháp luật của nhà nước, phải chọn xử theo phép công hay phép tư), để giữ mạng cũng như bị Lưu Tỉnh bắt buộc nên đã nói ra toàn bộ kế hoạch hắn cắm sừng anh, sau đó thì bị bắt Tập 21 muốn hại Lưu Tỉnh phải đấu súng thật đạn thật với Hướng Sơn Thiết Dã nhưng bất thành, sau đó bị Hướng Sơn Thiết Dã buộc để quả táo lên đầu làm bia đạn cho Đường Cát bắn, vì sợ Đường Cát nhắm không trúng quả táo mà tè ra quần ngay tại chỗ Trong tập 26, khi vợ hắn là Rose bị bắn chết, hắn bắt đầu chống lại người Nhật Trong tập 27, hắn đã giết chết bốn người Nhật và bị Hướng Sơn Thiết Dã bắn bị thương, hai ngày sau vết thương trở nặng, đã hòa giải với Lưu Tỉnh trước khi chết |
| Lê Diệu Tường 黎耀祥     | Lưu Tỉnh 刘 醒                         | Đại đội trưởng Xem thêm tại Nhà họ Lưu |
| Huỳnh Hạo Nhiên 黄浩然   | Dương Dương 杨 阳                      | Cảnh viên Đội cảnh sát Xem thêm tại Nhà họ Dương |
| Ngao Gia Niên 敖嘉年     | Đường Cát 唐 吉                        | Cảnh viên Đội cảnh sát Xem thêm tại Trư Lung Lý |
| Lỗ Văn Kiệt 鲁文杰       | Xa Vĩnh Bình 车永平                    | Cảnh viên Đội cảnh sát Xem thêm tại Trư Lung Lý |
| Lương Chứng Gia 梁证嘉   | Xa Vĩnh An 车永安                      | Cảnh viên Đội cảnh sát Xem thêm tại Trư Lung Lý |
| Thang Tuấn Minh 汤俊明   | Cường nịnh bợ 擦鞋强                   | Cảnh viên Đội cảnh sát Cấp dưới của Lưu Tỉnh Là thân tín và chuyên nịnh bợ Lương Phi Phàm Sau khi Lưu Tỉnh bị xử bắn ở Hố Vạn Người thì được Lương Phi Phàm thăng lên chức đội trưởng |
| Hà Khánh Huy 何庆辉      | Thuận 顺                               | Cảnh viên Đội cảnh sát Thuộc hạ của Lương Phi Phàm và Cường nịnh bợ |
| Lê Bách Lân 黎柏麟       | Cảnh sát mặc đồng phục                 | |
| Đan Tuấn Vĩ 单俊伟       | Cảnh sát mặc đồng phục                 | |
| Hứa Minh Chí 许明志      | Cảnh sát mặc đồng phục                 | |
| Triệu Mẫn Thông 赵敏通   | Cảnh sát mặc đồng phục                 | |
| Hoàng Tuấn Thân 黄俊伸   |                                        | Thuộc hạ của Lương Phi Phàm và Cường nịnh bợ |
| Cừu Trác Năng 裘卓能     |                                        | Thuộc hạ của Lương Phi Phàm và Cường nịnh bợ |
| Lưu Thiên Long 刘天龙    |                                        | Thuộc hạ của Lương Phi Phàm và Cường nịnh bợ |

### Công ty Đông Thái
| Diễn viên                 | Vai diễn                                          | Miêu tả |
| ------------------------- | ------------------------------------------------- | --- |
| Nhạc Hoa 岳 华            | Trịnh Lãng Quân 鄭朗軍                            | Quân Gia Ông chủ công ty Đông Thái Xem thêm tại Nhà họ Trịnh |
| Đặng Tụy Văn 邓萃雯       | Trịnh Cửu Muội 郑九妹                             | Cô Cửu Quản lý công ty Đông Thái Phụ trách công ty số bồ câu, kinh doanh tiệm hút và cả sòng bạc Xem thêm tại Nhà họ Trịnh |
| Quách Phong 郭 峰         | Trịnh Lãng Hùng 鄭朗熊                            | Chú ba Một trong Tứ hổ tướng của Đông Thái Xem thêm tại Nhà họ Trịnh |
| Tạ Tuyết Tâm 谢雪心       | Trịnh Lãng Hỉ 郑朗喜                              | Chị Hỉ Một trong Tứ hổ tướng của Đông Thái Phụ trách quản lý hộp đêm Xem thêm tại Nhà họ Trịnh |
| Huỳnh Trí Hiền 黄智贤     | Trịnh Thiếu Khang / Lý Thiếu Khang 郑少康／李少康 | Khang Thiếu Cậu chủ Đông Thái Xem thêm tại Nhà họ Trịnh |
| Trương Tùng Chi 张松枝    | Trịnh Thiếu Kiệt 郑少杰                           | Cậu Kiệt Cậu chủ Đông Thái Xem thêm tại Nhà họ Trịnh |
| Mã Hải Luân 马海伦        | Chu Thiết 周 铁                                   | Chị Thiết Tên cũ là Chu Văn Quyên Được gọi là "Thiết" vì có lá gan "thiết đảm trung can" Một trong Tứ hổ tướng của Đông Thái Thuộc hạ và là chị em tốt của Trịnh Cửu Muội Qua đời ở núi Đàn Hương trong tập 32 (1951 - 1952) theo lời kể của Trịnh Cửu Muội |
| Lỗ Chấn Thuận 鲁振顺      | Thái Đại Phụng 蔡大凤                             | Anh Đại Phụng Một trong Tứ hổ tướng của Đông Thái Em trai của người vợ thứ hai của Trịnh Lãng Quân Em rể của Trịnh Lãng Quân Cậu của Trịnh Thiếu Khang và Trịnh Thiếu Kiệt Thật ra là chỉ có quan hệ thông gia với Trịnh Thiếu Khang, không có quan hệ huyết thống Thông đồng với Trịnh Lãng Hỉ và làm tay sai cho bà ta Cậu kế và là kẻ thù của Trịnh Cửu Muội, liên tục nhắm vào cô Ở tập 3 đã buộc tội Đường Cát giết Trịnh Thiếu Kiệt Tập 30 đã bị Trịnh Lãng Quân đuổi ra khỏi nhà Trong tập 31, qua lời kể của Trịnh Lãng Hỉ thì ông trúng đạn lúc đang chạy nạn và bị thương nặng, Trịnh Lãng Hỉ và Trịnh Thiếu Khang đã đẩy ông xuống biển để ông không phải chịu đau đớn nữa |
| Trịnh Thế Hào 郑世豪      | Trần Sâm 陈 森                                    | A Sâm, anh Sâm Thuộc hạ, tài xế kiêm thân tín của Trịnh Cửu Muội và Chu Thiết |
| Lý Hồng Kiệt 李鸿杰       | Quan Thế Long 关世龙                              | Chú Long Trước đây là lão đại địa bàn Đứng về phe của Trịnh Cửu Muội |
| Chiêu Thạch Văn 招石文    | Chú Thạch 石 叔                                   | Chú bác ở Đông Thái |
| Lâm Kính Cương 林敬刚     | Cầu ống điếu 烟铲球                               | Chú Cầu Chú bác ở Đông Thái |
| Phùng Khang Ninh 冯康宁   |                                                   | Chú bác ở Đông Thái |
| Giảng Tân Nhuệ 简新锐     |                                                   | Chú bác ở Đông Thái |
| Trương Tuấn Bình 张俊平   |                                                   | Chú bác ở Đông Thái |
| Dương Anh Vỹ 杨英伟       | Thái Hưng                                         | Kế toán của Trịnh Thiếu Kiệt Bắn Trịnh Thiếu Kiệt ở tập 2 Cuối cùng được Trịnh Cửu Muội cứu và sang Hương Cảng sinh sống |
| Lục Tuấn Quang 陆骏光     |                                                   | Đàn em Đông Thái Thuộc hạ của Chu Thiết và Trần Sâm |
| Trương Quốc Hồng 张国洪   |                                                   | Đàn em Đông Thái Thuộc hạ của Chu Thiết và Trần Sâm |
| Lý Khải Kiệt 李启杰       |                                                   | Đàn em Đông Thái Thuộc hạ của Chu Thiết và Trần Sâm |
| Thiệu Trác Nghiêu 邵卓尧  |                                                   | Đàn em Đông Thái Thuộc hạ của Trịnh Lãng Hỉ và Thái Đại Phụng |
| Hà Vỹ Nghiệp 何伟业       |                                                   | Đàn em Đông Thái Thuộc hạ của Trịnh Lãng Hỉ và Thái Đại Phụng |
| Dương Hồng Tuấn 杨鸿俊    |                                                   | Đàn em Đông Thái Thuộc hạ của Trịnh Lãng Hỉ và Thái Đại Phụng |
| Hà Khải Nam 何启南        |                                                   | Đàn em Đông Thái Thuộc hạ của Trịnh Lãng Hỉ và Thái Đại Phụng |
| Vương Đông Thái 王东泰    |                                                   | Đàn em Đông Thái Vệ sĩ của Trịnh Cửu Muội |
| Phương Thiệu Thông 方绍聪 |                                                   | Đàn em Đông Thái Vệ sĩ của Trịnh Cửu Muội |
| Quảng Tá Huy 邝佐辉       | Sư gia Trung 师爷忠                               | Đứng về phe của Trịnh Cửu Muội |
| Dương Thụy Lân 杨瑞麟     | Sư gia Đức 师爷德                                 | Đứng về phe của Trịnh Lãng Hỉ, Thái Đại Phụng, Trịnh Thiếu Khang và Trịnh Thiếu Kiệt |
| Chu Thái Lâm 朱汇林       |                                                   | Nhân viên Đông Thái Cấp dưới của Trịnh Cửu Muội |
| Ôn Thượng Nho 温尚儒      |                                                   | Nhân viên Đông Thái Cấp dưới của Trịnh Cửu Muội |
| Vương Duy Đức 王维德      | Kế toán La 罗会计                                 | Kế toán của Trịnh Lãng Hỉ, Thái Đại Phụng và Trịnh Thiếu Khang Điệp viên Đảng Cộng sản |

### Quân đội Nhật Bản
| Diễn viên                | Vai diễn                    | Miêu tả |
| ------------------------ | --------------------------- | --- |
| Kim Cương 金 刚          | Hướng Sơn Thiết Dã 向山铁也 | Đại tá Đại tá của quân Nhật Anh trai kiêm thượng cấp của Hướng Sơn Đạt Dã Cấp trên của Cung Kỳ và chú Minh Cấp trên của Hắc Mộc Long Thịnh, không thuận với hắn, sau trở mặt hẳn Tập 25 đã bắt Trịnh Cửu Muội vào trại tập trung do bất hòa về việc kinh doanh tiệm hút Tập 27 bắn chết Lương Phi Phàm khi đang say rượu và bị Đường Cát giết sau đó        |
| Đới Diệu Minh 戴耀明     | Hướng Sơn Đạt Dã 向山达也   | Trung tá Trung tá của quân Nhật Em trai kiêm thuộc cấp của Hướng Sơn Thiết Dã Say mê Lưu Tình, sau trở mặt Tình địch của Dương Dương Ép hôn Lưu Tình trong tập 26 và bị Dương Dương bắn chết |
| Lý Gia 李 嘉             | Hắc Mộc Long Thịnh 黑木隆盛 | Thiếu tá Thiếu tá của quân Nhật Cấp dưới của Hướng Sơn Thiết Dã, thường xuyên cãi nhau với y, sau bất hòa Tập 20 đến nhà tát Trịnh Lãng Quân và đánh Đường Cát trọng thương Cũng trong tập 20, bị Trịnh Cửu Muội đổ tội cưỡng bức, sau đó bị chính cô bắn chết                                                                                              |
| Dương Chứng Hoa 杨证桦   | Cung Kỳ 宫 崎               | Thiếu tá Thiếu tá của quân Nhật Thuộc hạ của Hướng Sơn Thiết Dã Ban đầu phục trách thống kê nhân khẩu và truy bắt đội du kích Sau này quản lý trại tập trung Quảng Châu Có hình xăm hổ trên ngực và cánh tay phải Trong tập 25, vì nghe được thư ký Đường phiên dịch tin thắng lợi của quân Đồng minh mà đánh chết đối phương Bị Lưu Tỉnh bắn chết ở tập 26 |
| Mạc Vĩ Văn 莫伟文        | Chú Minh 铭 叔              | Phiên dịch viên cho người Nhật Thuộc hạ của Hướng Sơn Thiết Dã Bị Lưu Tỉnh và Trịnh Cửu Muội mua chuộc |
| Ngụy Huệ Văn 魏惠文      |                             | Phiên dịch viên cho người Nhật |
| Trương Hán Bân 张汉斌    |                             | Sĩ quan Nhật Bản |
| Diêu Hạo Chính 姚浩政    |                             | Sĩ quan Nhật Bản |
| Hầu Kiến Dân 侯建民      |                             | Sĩ quan Nhật Bản |
| Ngô Vân Phủ 吴云甫       |                             | Lính Nhật |
| Hoàng Trạch Phong 黄泽锋 |                             | Lính Nhật |
| Mạch Tử Nhạc 麦子乐      |                             | Lính Nhật |
| Hà Tuấn Hiên 何俊轩      |                             | Lính Nhật |
| Dương Triều Khải 杨潮凯  |                             | Lính Nhật |
| Lê Đồng Khang 黎桐康     |                             | Lính Nhật |
| Hồ Huỳnh Long 胡烱龙     |                             | Lính Nhật |
| Triệu Nhạc Hiền 赵乐贤   |                             | Lính Nhật |
| Đỗ Cảng 杜 港            |                             | Lính Nhật |
| Tạ Trác Ngôn 谢卓言      |                             | Lính Nhật |

### Các diễn viên khác
| Diễn viên                              | Vai diễn                   | Miêu tả |
| -------------------------------------- | -------------------------- | --- |
| Lưu Giang 刘 江                        | Hồ Đại Nguyên 胡大元       | Ông chủ của ngân hàng Vĩnh Nghiệp Trước đây là Hiệu trưởng của Cô nhi viện Quảng Châu Là tù nhân trong trại tập trung lúc Quảng Châu bị chiếm đóng Tập 25 gặp lại Trịnh Cửu Muội ở trại tập trung Tập 26 được Lưu Tỉnh và đội du kích cứu |
| Tưởng Gia Mân 蒋家旻 (thiếu niên)      | Mai Lan Hương 梅兰香       | Mẹ của Mã Lệ Hoa Chị nuôi của Trịnh Cửu Muội Tập 15 chết vì bệnh |
| Hàn Dục Hà 韓毓霞                      | Mai Lan Hương 梅兰香       | Mẹ của Mã Lệ Hoa Chị nuôi của Trịnh Cửu Muội Tập 15 chết vì bệnh |
| Hứa Bích Cơ 许碧姬                     | Bà nội Xương Sườn 骨 嫲    | Đường môn Hà thị Thái phu nhân Bà nội của Đường Cát Tập 7 đã tạ thế |
| Thẩm Khả Hân 沈可欣                    | Phóng viên                 | Ký giả của truyền hình Phương Nam, năm 1984 sau khi Hố Vạn Người được khai quật đã phỏng vấn Trịnh Cửu Muội |
| Đặng Anh Mẫn 邓英敏                    | Chủ nhiệm Hà 何主任        | Nhân viên của Cục Bảo vệ văn vật Quốc Gia tỉnh Quảng Châu (năm 1984) |
| Trịnh Khả Lâm 郑可琳 (lúc nhỏ)         | Gia Hân 嘉 欣              | Cháu gái nuôi của Trịnh Cửu Muội và Lưu Tỉnh Cha là cô nhi ở núi Đàn Hương được Trịnh Cửu Muội nhận nuôi |
| Mạch Hạo Nhi 麦皓儿 (trưởng thành)     | Gia Hân 嘉 欣              | Cháu gái nuôi của Trịnh Cửu Muội và Lưu Tỉnh Cha là cô nhi ở núi Đàn Hương được Trịnh Cửu Muội nhận nuôi |
| Trác Lịch 卓 跞                        | Chồng Gia Hân 嘉欣夫       | Chồng của Gia Hân (xuất hiện năm 1994) |
| Trang Đĩnh Hân 庄锭欣 (lúc nhỏ - 1941) | Trần Mỹ Đình 陈美婷        | Cô nhi năm xưa được Trịnh Cửu Muội giúp đỡ Con gái của đội trưởng Trần |
| Trần An Oánh 陈安莹 (về già - 1994)    | Trần Mỹ Đình 陈美婷        | Cô nhi năm xưa được Trịnh Cửu Muội giúp đỡ Con gái của đội trưởng Trần |
| Lê Thạch Vân 黎石云 (về già - 1994)    | Lương Thiếu Du 梁少悠      | Cô nhi năm xưa được Trịnh Cửu Muội giúp đỡ |
| Lưu Nhật Đông 刘日东 (về già - 1994)   | Lý Bỉnh Cương 李炳刚       | Cô nhi năm xưa được Trịnh Cửu Muội giúp đỡ |
| Lê Tú Anh 黎秀英                       | Thím Năm 五 婶             | Bà con xa của Đường Cát |
| Hạ Văn Kiệt 贺文杰                     | Cậu Hồ 胡 子               | Con trai của ông chủ Hồ |
| Liêu Lệ Lệ 廖丽丽                      | Chị Anh 英 姐              | Người làm ở nhà họ Trịnh |
| Tằng Kiện Minh 曾健明                  | Viện trưởng 院 长          | Viện trưởng Cô nhi viện Quảng Châu |
| Lưu Quế Phương 刘桂芳                  | Viện phó 副院长            | Viện phó Cô nhi viện Quảng Châu |
| Tô lệ Minh 苏丽明                      |                            | Vợ của Thái Đại Phụng |
| Lý Vĩ Kiện 李伟健                      | Phó quan 副 官             | |
| Tiêu Khải Hân 萧凯欣                   | Ca sĩ                      | |
| Châu Bảo Lâm 周宝霖                    | Vợ Thái Hưng               | Sau khi bị Trịnh Thiếu Kiệt cưỡng bức đã tự sát |
| Giang Phú Cường 江富强                 | Buôn lậu thuốc phiện       | |
| Huỳnh Vĩ Đường 黄炜溏                  | Buôn lậu thuốc phiện       | |
| Trần Trạch Hữu 陈泽友                  | Buôn lậu thuốc phiện       | |
| Trần Vinh Tuấn 陈荣峻                  | Hạc ma chay 打斋鹤         | |
| La Quân Mãn 罗钧满                     | Xương nghiện hút 道友昌    | Thuộc hạ của Lương Phi Phàm và Cường nịnh bợ |
| Trần Uyển Úy 陈宛蔚                    | Đồng nghiệp của Tình Tình  | |
| Lưu Bỉnh Tân 刘秉宾                    | Đồng nghiệp của Tình Tình  | |
| Lý Hưng Hoa 李兴华                     | Đồng nghiệp của Tình Tình  | |
| Từ Mân Tình 徐玟晴                     | Y tá 护士                  | |
| Lâm Tú Di 林秀怡                       | Y tá 护士                  | |
| Phan Phương Phương 潘芳芳              | Bác sĩ Hà 何医生           | Bác sĩ ở bệnh viện Phương Tiện Quảng Châu Bác sĩ điều trị chính của Lưu Tình |
| Quan Hạo Dương 关浩扬                  | Tay sai của Lưu Tỉnh       | Hỗ trợ Lưu Tỉnh cứu Mã Lệ Hoa (tập 9) |
| Trương Cảnh Thuần 张景淳               | Tay sai của Lưu Tỉnh       | Hỗ trợ Lưu Tỉnh cứu Mã Lệ Hoa (tập 9) |
| Ngô Hạnh Mỹ 吴幸美                     | Tay sai của Lưu Tỉnh       | Hỗ trợ Lưu Tỉnh cứu Mã Lệ Hoa (tập 9) |
| Lâm Ảnh Hồng 林影红                    | Nữ cai ngục                | |
| Tạ San San 谢珊珊                      | Nữ cai ngục                | |
| Joe Junior                             | Ông chủ Đường 唐老板       | Ông chủ của Lưu Tình |
| Lý Gia Đỉnh 李家鼎                     | Chú Anh Hùng 英雄叔        | Kinh doanh thuốc phiện ở Hương Cảng |
| Hoàng Tử Hành 黄子衡                   | Cai ngục                   | |
| Trần Miễn Lương 陈勉良                 | Con nghiện                 | |
| Kỷ Bảo La 纪保罗                       | Viện trưởng Mạch 麦院长    | Bác sĩ điều trị cho Mai Lan Hương |
| Trần Chí Sâm 陈智燊                    | Henry 亨 利                | Diễn viên nam trong phim mà Dương Dương và Lưu Tình xem |
| Trần Minh Ân 陈明恩                    | Mary 玛 莉                 | Diễn viên nữ trong phim mà Dương Dương và Lưu Tình xem |
| Ngụy Huệ Văn 魏惠文                    | Người đưa tin              | |
| Trịnh Vĩnh Khiêm 郑咏谦                | Bác sĩ                     | |
| Lữ Hi 吕 熙                            | Thanh niên nhiệt huyết     | Tập 18 ném trứng vào người Trịnh Cửu Muội, sau đó đã bị Hướng Sơn Thiết Dã giết chết |
| Trần Địch Khắc 陈狄克                  | Chú Diên 延 叔             | |
| Quách Trác Hoa 郭卓桦                  | Đội viên du kích           | |
| Trần Chí Kiện 陈志健                   | Đội viên du kích           | |
| Trần Gia Gia 陈嘉嘉                    | Tiên Tử Điền Anh 仙子田英  | Phu nhân Nhật Bản |
| Tằng Tuệ Vân 曾慧云                    | Chị Lâm 林女士             | Tập 19 đến xin Cửu Muội giúp con gái mình sang Hương Cảng |
| Trịnh Gia Tuấn 郑家俊                  | Bồi bàn                    | |
| Diệp Khải Nhân 叶凯茵                  | Mai Khôi 玫 瑰             | Rose Vợ sau của Lương Phi Phàm Bị quân Nhật bắt đi chôn sống ở Hố Vạn Người |
| Lương Gia Vịnh 梁珈咏                  | Bạn bè của Mai Khôi        | |
| Lý Mạn Phân 李漫芬                     | Bạn bè của Mai Khôi        | |
| Trần Gia Dĩnh 陈珈颖                   | Đức Kỳ Nại Tử 德崎奈子     | Nữ hầu người Nhật |
| Trần Trọng Đạt 陈仲达                  | Phục vụ                    | |
| Bành Mỹ Thường 彭美嫦                  | Khách ở quán trà           | |
| Dương Y Y 杨依依                       | Khách ở quán trà           | |
| Âu Dương Yến Bình 欧阳燕萍             | Người bán điểm tâm         | |
| Vương Đắc Sâm 王得琛                   | Đinh sư phó 丁师傅         | |
| Minh Đức Phong 明德丰                  | Bác sĩ Lê 黎医生           | |
| Lý Tử Minh 李子明                      | Chủ quầy hàng              | |
| Huỳnh Tử Vĩ 黄梓玮                     | Bác sĩ                     | |
| Tằng Thủ Minh 曾守明                   | Đội trưởng Trần 陈队长     | Đội trưởng đội du kích Sau làm Điệp viên Đảng Cộng sản Sau Cách mạng Văn hóa đảm nhiệm chức vụ bí thư tỉnh Quảng Châu Cha của Trần Mỹ Đình                                                                                                |
| Bành Quan Trung 彭冠中                 | Đội viện đội du kích       | |
| Hà Đình Ân 何婷恩                      | Thiên Đại Tinh Tử 千代星子 | Nữ hầu người Nhật Từng chỉ chứng Lưu Tỉnh |
| Phạm Thải Nhi 范彩儿                   | Y tá ở bệnh viện           | |
| Tôn Tuệ Tuyết 孙慧雪                   | Y tá ở bệnh viện           | |
| Giang Tử Vỹ 江梓玮                     | Bác sĩ                     | |
| Lý Hải Sinh 李海生                     | Đoàn trưởng Dung 容团长    | Là tù nhân trong trại tập trung lúc Quảng Châu bị chiếm đóng Tập 25 quen với Trịnh Cửu Muội Tập 26 được Lưu Tỉnh và đội du kích cứu |
| Lương Chấn Huy 梁振辉                  | Giáo sư Doãn 尹教授        | Là tù nhân trong trại tập trung lúc Quảng Châu bị chiếm đóng Tập 25 quen với Trịnh Cửu Muội Tập 26 được Lưu Tỉnh và đội du kích cứu |
| Nhật Gia 日 伽                         | Cô giáo Lương 梁老师       | Cô giáo dạy tiếng Nhật Là tù nhân trong trại tập trung lúc Quảng Châu bị chiếm đóng Tập 25 quen với Trịnh Cửu Muội Tập 26 được Lưu Tỉnh và đội du kích cứu                                                                                |
| Trần Kiến Văn 陈建文                   | Thư ký Đường 唐书记        | Thư ký Trung Quốc của Lãnh sự quán Anh tại Quảng Châu Là tù nhân trong trại tập trung lúc Quảng Châu bị chiếm đóng Tập 25 quen với Trịnh Cửu Muội Sau đó vì phiên dịch tin thắng lợi của quân Đồng minh mà bị Cung Kỳ đánh chết           |
| Lâm Viễn Nghênh 林远迎                 | Đội trưởng Hiến binh       | Quân cảnh Quốc dân đảng đóng tại Quảng Châu |
| Ôn Gia Vĩ 温家伟                       | Đội viên Hiến binh         | Quân cảnh Quốc dân đảng đóng tại Quảng Châu |
| Dương Trí Lãng 杨智朗                  | Đội viên Hiến binh         | Quân cảnh Quốc dân đảng đóng tại Quảng Châu |
| Bố Vĩ Kiệt 布伟杰                      | Bác sĩ nước ngoài          | Bác sĩ chuyên ngành tim mạch Hội chẩn tình trạng của Lưu Tình với bác sĩ Hà |
| Quách Điền Tuấn 郭田葰                 | Bác sĩ                     | |
| Trịnh Vịnh Khiêm 郑咏谦                | Bác sĩ                     | |
| Du Cấn Duy 游茛维                      | Phu kéo xe                 | |
| Trương Trí Hiên 张智轩                 | Lưu manh                   | Điệp viên Đảng Cộng sản |
| Diệp Vĩ 叶 𬀩                          | Lưu manh                   | Điệp viên Đảng Cộng sản |
| Hứa Gia Kiệt 许家杰                    | Lưu manh                   | Điệp viên Đảng Cộng sản |
| Chu Duy Đức 朱维德                     | Bác sĩ                     | Bác sĩ quân y của Giải phóng quân ở Nam Ninh |
| Thái Khang Niên 蔡康年                 | Bác sĩ                     | Bác sĩ quân y của Giải phóng quân ở Nam Ninh |
| La Hạo Giai 罗浩楷                     | Anh Hoàng 黄 仔            | Nhân viên Nhật báo Hoa Kiều ở núi Đàn Hương Thay Trịnh Cửu Muội đăng tin tìm Lưu Tỉnh |
| Cao Tuấn Văn 高俊文                    | Thư ký Sầm 岑秘书          | |
| Ti Đồ Duy 司徒晖                       | Cậu Xương 骨 子            | |

## Đề cử và giải thưởng

### Lễ trao giải Vạn Thiên Tinh Huy 2010
| Giải thưởng                       | Đề cử                  | Kết quả        |
| --------------------------------- | ---------------------- | -------------- |
| Phim truyền hình xuất sắc nhất    | 《Nghĩa hải hào tình》 | Đề cử (TOP 5） |
| Nam diễn viên chính xuất sắc nhất | Lê Diệu Tường          | Đoạt giải      |
| Nữ diễn viên chính xuất sắc nhất  | Đặng Tụy Văn           | Đoạt giải      |
| Nam nhân vật được yêu thích nhất  | Lê Diệu Tường          | Đề cử (TOP 5)  |
| Nữ nhân vật được yêu thích nhất   | Đặng Tụy Văn           | Đề cử (TOP 5)  |
| Nam diễn viên phụ xuất sắc nhất   | Huỳnh Hạo Nhiên        | Đề cử (TOP 5)  |
| Nam diễn viên phụ xuất sắc nhất   | Ngao Gia Niên          | Đề cử (TOP 5)  |
| Nam diễn viên phụ xuất sắc nhất   | Mạch Trường Thanh      | Đoạt giải      |
| Nữ diễn viên phụ xuất sắc nhất    | Trần Pháp Lai          | Đoạt giải      |
| Nam diễn viên tiến bộ nhất        | Kim Cương              | Đề cử          |
| Nam diễn viên tiến bộ nhất        | Huỳnh Hạo Nhiên        | Đoạt giải      |

### Giải thưởng truyền hình TVB - My AOD (Malaysia) 2010
| Giải thưởng                                    | Đề cử                  | Kết quả   |
| ---------------------------------------------- | ---------------------- | --------- |
| Phim truyền hình tôi yêu thích nhất            | 《Nghĩa hải hào tình》 | Đoạt giải |
| Nam diễn viên truyền hình tôi yêu thích nhất   | Lê Diệu Tường          | Đề cử     |
| Nữ diễn viên truyền hình tôi yêu thích nhất    | Đặng Tụy Văn           | Đề cử     |
| Nam diễn viên truyền hình tôi yêu thích nhất   | Ngao Gia Niên          | Đoạt giải |
| Nam diễn viên truyền hình tôi yêu thích nhất   | Huỳnh Hạo Nhiên        | Đề cử     |
| Nữ diễn viên truyền hình tôi yêu thích nhất    | Tạ Tuyết Tâm           | Đề cử     |
| Nữ diễn viên truyền hình tôi yêu thích nhất    | Trần Pháp Lai          | Đoạt giải |
| Nữ diễn viên truyền hình tôi yêu thích nhất    | Huệ Ánh Hồng           | Đề cử     |
| Nữ diễn viên truyền hình tôi yêu thích nhất    | Hồ Định Hân            | Đề cử     |
| TOP 10 nhân vật truyền hình tôi yêu thích nhất | Đặng Tụy Văn           | Đoạt giải |
| TOP 10 nhân vật truyền hình tôi yêu thích nhất | Lê Diệu Tường          | Đoạt giải |

Lưu ý: Lúc cuộc bình chọn đến hạn kết thúc,《Nghĩa hải hào tình》chỉ mới phát sóng đến tập 10

### Giải thưởng YAHOO! Tìm kiếm phổ biến nhất năm 2010
1. Phim truyền hình được tìm kiếm nhiều nhất
2. Bài hát chủ đề của phim truyền hình được tìm kiếm nhiều nhất -《Nghĩa hải hào tình》

### Khảo sát Chỉ số tỉ lệ truyền hình 2010
- Đứng thứ 3 trong bảng đánh giả chỉ số chất lượng của các chương trình truyền hình [2]

### Next TV Awards 2011
- TOP 2 trong Mười chương trình truyền hình hàng đầu

### StarHub TVB Awards 2011 (Singapore)
- Bộ phim truyền hình được yêu thích (Nghĩa hải hào tình)
- TOP 5 "Nam nhân vật truyền hình TVB tôi yêu thích nhất" - Lê Diệu Tường (Lưu Tỉnh)
- TOP 5 "Nữ nhân vật truyền hình TVB tôi yêu thích nhất" - Đặng Tụy Văn (Trịnh Cửu Muội)
- TOP 5 "Nữ nhân vật truyền hình TVB tôi yêu thích nhất" Trần Pháp Lai (Lưu Tình)
- Nam nghệ sĩ TVB tiến bộ vượt bật - Kim Cương

### Lễ trao giảiBạch Ngọc LancủaLHP truyền hình Thượng Hảilần thứ 17
- Nam diễn viên chính xuất sắc nhất - Lê Diệu Tường (được đề cử)
- Nữ diễn viên chính xuất sắc nhất - Đặng Tụy Văn (được đề cử)

Lưu ý: Khi danh sách đề cử được công bố,《Nghĩa hải hào tình》vẫn chưa chính thức được phát sóng tại đại lục

### Giải thưởng Nghệ thuật thường niên Ming Pao Magazines 2011
- Nam nghệ sĩ truyền hình nổi bật nhất: Lê Diệu Tường
- Nữ nghệ sĩ truyền hình nổi bật nhất: Đặng Tụy Văn
- Những gương mặt hậu trường nổi bật nhất: Trương Hoa Tiêu, Trần Tĩnh Nghi
- Chương trình truyền hình nổi bật nhất:《Nghĩa hải hào tình》

Đoàn phim này đã giành được cả 4 giải ở hạng mục truyền hình sau tác phẩm phần trước《Xứng danh tài nữ》, đây cũng là lần thứ hai kể từ khi lễ trao giải được tổ chức, cùng một đoàn phim đạt được tất cả các giải ở hạng mục truyền hình.

### Giải thưởng Truyền hình Châu Á 2011
- Nam diễn viên phụ xuất sắc nhất: Mạch Trường Thanh
- Nữ diễn viên phụ xuất sắc nhất: Trần Pháp Lai

## Quá trình sản xuất
- Ngày 10 tháng 03 năm 2010: Đoàn phim tổ chức buổi họp báo và thử tạo hình tại xưởng phim số 1 của TVB City ở Tướng Quân Áo vào lúc 12:30.[3]
- Ngày 25 tháng 03 năm 2010: Bộ phim chính thức bấm máy.
- Ngày 08 tháng 05 năm 2010: Đoàn phim tổ chức buổi lễ cầu may tại xưởng phim số 12 của TVB City ở Tướng Quân Áo vào lúc 13:00.[4]
- Ngày 19 tháng 07 năm 2010: Bộ phim chính thức đóng máy, hơn 130 nhân viên công tác cả trước và sau màn ảnh đã cùng tham dự bữa tiệc đóng máy tại khách sạn Phú Hào ở Tiêm Sa Chủy.
- Ngày 29 tháng 08 năm 2010: Ca sĩ Cổ Cự Cơ thu âm bài hát chủ đề của phim.[5]
- Ngày 01 tháng 10 năm 2010: Lê Diệu Tường, Ngao Gia Niên và Trần Pháp Lai cùng đến Kuala Lumpur tham gia một cuộc phỏng vấn với My FM và quảng bá cho bộ phim tại Sunway Pyramid cùng với Berjaya Times Square ngày hôm sau.
- Ngày 15 tháng 10 năm 2010: Đoàn phim tham gia hoạt động tuyên truyền "Cổ vũ hào tình triển hí thế" tại East Point vào lúc 13:30.
- Ngày 18 tháng 10 năm 2010: Bộ phim lên sóng tập đầu tiên, đây cũng là chương trình truyền hình không dây đầu tiên cung cấp phụ đề tiếng Anh cho người dùng truyền hình kỹ thuật số lựa chọn.
- Ngày 19 tháng 11 năm 2010: Bộ phim tạm dừng 1 tập do TVB phát sóng trực tiếp chương trình《Ngàn sao quy tụ chúc Khánh đài》.
- Ngày 28 tháng 11 năm 2010: Hai tập cuối của bộ phim lên sóng cùng ngày với tập cuối của sitcom《Cuộc đời tươi đẹp》, TVB đã tổ chức đêm tiệc《Thiên Thiên Hào Tình hot toàn thành》 vào lúc 20:00 tại TVB City để cùng theo dõi đại kết cục của hai bộ phim, với sự tham dự của hơn 800 người bao gồm khán giả và nhân viên công tác của hai đoàn phim.

## Thông tin bên lề
- Bộ phim này là lần hợp tác thứ ba giữa Nhạc Hoa và Đặng Tụy Văn và là lần thứ hai đóng cha con sau bộ phim《Sau ánh mặt trời》(1988) và《Nghĩa bất dung tình》(1989)

## Điểm rating

### Hồng Kông
Sau đây là ghi nhận rating của bộ phim khi chiếu trên đài TVB Jade ở Hồng Kông:
| Tuần | Tập phim | Ngày phát sóng                     | Rating trung bình | Peaking rating | Tỷ lệ |
| 1    | 01 - 05  | 18 tháng 10 - 22 tháng 10 năm 2010 | 31 điểm           | 36 điểm *      | 94%   |
| 2    | 06 - 10  | 25 tháng 10 - 29 tháng 10 năm 2010 | 31 điểm           | 34 điểm        | 93%   |
| 3    | 11 - 15  | 01 tháng 11 - 05 tháng 11 năm 2010 | 32 điểm           | 35 điểm        | 94%   |
| 4    | 16 - 20  | 08 tháng 11 - 12 tháng 11 năm 2010 | 33 điểm           | 37 điểm        | 95%   |
| 5    | 21 - 24  | 15 tháng 11 - 18 tháng 11 năm 2010 | 34 điểm           | 38 điểm *      | 95%   |
| 6    | 25 - 29  | 22 tháng 11 - 26 tháng 11 năm 2010 | 34 điểm           | 39 điểm *      | 94%   |
| 6    | 30       | Ngày 27 tháng 11 năm 2010          | 35 điểm           | 36 điểm        | 94%   |
| 6    | 31 - 32  | Ngày 28 tháng 11 năm 2010          | 44 điểm           | 47 điểm        | 99%   |

(*) Xếp hạng cao nhất trong suốt một phút
- Đại kết cục của《Nghĩa Hải Hào Tình》có rating trung bình 44 điểm, thời điểm cao nhất lên đến 47 điểm (khoảng 3,43 triệu người xem) rơi vào cảnh Lưu Tỉnh qua đời, trở thành chương trình truyền hình có tỷ suất người xem cao nhất ở Hồng Kông vào năm 2010. Vào đúng thời điểm rating lên cao nhất, tiết mục Ân vũ thanh âm đang phát sóng trên đài ATV của Hồng Kông cũng đạt kỷ lục “0 rating” (rating thấp hơn 0.5 điểm thì không được tính).

Vô tuyến MyTV Kịch tập ôn lại điểm cao nhất kích
- Một ngày sau khi đại kết cục của《Nghĩa Hải Hào Tình》lên sóng, lượt xem lại trên trang mạng MyTV của TVB đã chạm mốc 3,739,955 views; phá vỡ kỷ lục về lượt xem từ trước tới nay của MyTV[7], số lần truy cập trung bình của mỗi tập cũng đều vượt mức một triệu, con số này đã phá vỡ cả kỷ lục về số lần nhấp cho mỗi tập phim riêng.
- Đêm đại kết cục của《Nghĩa Hải Hào Tình》cũng trở thành quán quân rating của Quảng Châu với 17,1 triệu lượt người xem, chiếm 60% tỷ suất người xem, trong khi đó vị trí thứ hai chỉ có 5% tỷ suất người xem.[8]

### Đêm tiệc《Thiên Tình Hào Tình hot toàn thành》
Đại kết cục của bộ phim lên sóng cùng ngày với tập cuối của sitcom《Cuộc đời tươi đẹp》, TVB đã tổ chức đêm tiệc《Thiên Thiên Hào Tình hot toàn thành》 để khán giả và nhân viên công tác cùng theo dõi kết cục của cả hai bộ phim, sau đây là ghi nhận rating của bộ phim khi chiếu trên đài TVB Jade ở Hồng Kông:
| Giai đoạn | Thời gian     | Rating trung bình |
| 1         | 20:00 - 20:15 | 30 điểm           |
| 2         | 21:15 - 21:30 | 37 điểm           |
| 3         | 23:30 - 23:45 | 31 điểm           |

### Quảng Châu
Sau đây là ghi nhận về lượt xem của bộ phim khi được phát sóng đồng thời trên kênh TVB Jade ở Quảng Châu:
| Ngày                               | Tập phim | Rating cấp tỉnh | Rating thành phố | Toàn bộ |
| ---------------------------------- | -------- | --------------- | ---------------- | ------- |
| 18 tháng 10 - 22 tháng 10 năm 2010 | 1-5      | 3,14            | 5,74             | 8,88    |
| 25 tháng 10 - 29 tháng 10 năm 2010 | 6-10     | 4,61            | 6,88             | 11.49   |
| 01 tháng 11 - 05 tháng 11 năm 2010 | 11-15    | 4,46            | 7,28             | 11,74   |
| 08 tháng 11 - 12 tháng 11 năm 2010 | 16-20    | 3,66            | 5,61             | 9.27    |
| 15 tháng 11 - 18 tháng 11 năm 2010 | 21-24    | 4,42            | 5,86             | 10,28   |
| 22 tháng 11 - 28 tháng 11 năm 2010 | 25-32    | 4,77            | 7,11             | 11,88   |

### Đài Loan
| Ngày phát sóng                     | Rating trung bình   | Thứ hạng | Tập phim | Chú thích                                                                                                |
| ---------------------------------- | ------------------- | -------- | -------- | --- |
| 05 tháng 10 - 07 tháng 10 năm 2011 | 1,68                | 5        | 01-03    | Ngày 05/10 phát sóng từ 20:45 - 22:00                                                                    |
| 10 tháng 10 - 13 tháng 10 năm 2011 | 1,76                | 3        | 04-07    | Bộ phim phải tạm dừng phát sóng vào ngày 14/10 do phát sóng chương trình quảng bá Lễ trao giải Kim Chung |
| 17 tháng 10 - 20 tháng 10 năm 2011 | 1,84                | 3        | 08-11    | Bộ phim phải tạm dừng phát sóng vào ngày 21/10 do phát sóng Lễ trao giải Kim Chung                       |
| 24 tháng 10 - 28 tháng 10 năm 2011 | 2,00                | 3        | 12-16    | 27/10 - 28/10, thời gian phát sóng từ 20:00 - 20:50                                                      |
| Xếp hạng trung bình                | Xếp hạng trung bình | 1,82     | -        | - |